# Puertoricaanse spindalis
De Puertoricaanse spindalis (Spindalis portoricensis) is een zangvogel uit de familie Spindalidae.

## Verspreiding en leefgebied
Deze soort is endemisch in Puerto Rico.